# Cyrtosia panemplio
Cyrtosia panemplio är en tvåvingeart som beskrevs av Neal L. Evenhuis 2009. Cyrtosia panemplio ingår i släktet Cyrtosia och familjen svävflugor. Inga underarter finns listade i Catalogue of Life.